# Polystachya stewartiana
Polystachya stewartiana är en orkidéart som beskrevs av Daniel Geerinck. Polystachya stewartiana ingår i släktet Polystachya och familjen orkidéer. Inga underarter finns listade i Catalogue of Life.